# Dong Phayayen
Dong Phayayen (thai: ดงพญาเย็น, lit. Isherrens djungel) är en bergskedja i centrala Thailand. Som sydöstra delen av Phetchabunbergen, är den en del av området mellan Chao Phraya dalgång och Khoratplatån i nordöstra Thailand. Den har en längd av omkring 230 km och följs av Cardamombergen i söder och Dângrêkbergen i öster.
Bergen dräneras i norr av flera bifloder till floden Mun, medan de sydliga vattendragen rinner ut i Prachinburi. Området ligger på en höjd av mellan 100 och 1 351 meter över havet, med Khao Rom som den högsta punkten. Flera nationalparker ligger på berget. Den mest kända av dessa är Khao Yai nationalpark, som var Thailands första nationalpark. Andra parker är Ta Phraya nationalpark vid gränsen till Kambodja, Thap Lan nationalpark, Pangsida nationalpark, Phra Phutthachai nationalpark och Dongyai vildmarksreservat. Totalt är 6 155 km² skyddade i dessa parker.
Dong Phaya Yen var en gång känd som Dong Phaya Fai eller Brinnande herrens djungel då detta område en gång var den stora skog där de flesta som vandrade genom skogen dödades av malaria. Större delen av skogen har förstörts sedan början av 1900-talet och vicekung Pinklao ändrade senare namnet från Dong Phaya Fai till Dong Phaya Yen (Isherrens djungel) för att indikera att den feberheta skogen har svalnat.
2005 blev skogarna i Dong Phayayenbergen ett världsarv under namnet Dong Phayayen–Khao Yai skogskomplex.